# Cantón de Carrouges
El cantón de Carrouges era una división administrativa francesa, que estaba situada en el departamento de Orne y la región de Baja Normandía.

## Composición
El cantón estaba formado por veinticuatro comunas:
- Beauvain
- Carrouges
- Chahains
- Ciral
- Fontenai-les-Louvets
- Joué-du-Bois
- La Chaux
- La Lande-de-Goult
- La Motte-Fouquet
- Le Champ-de-la-Pierre
- Le Cercueil
- Le Ménil-Scelleur
- Livaie
- Longuenoë
- Rouperroux
- Saint-Didier-sous-Écouves
- Saint-Ellier-les-Bois
- Sainte-Marguerite-de-Carrouges
- Sainte-Marie-la-Robert
- Saint-Martin-des-Landes
- Saint-Martin-l'Aiguillon
- Saint-Ouen-le-Brisoult
- Saint-Patrice-du-Désert
- Saint-Sauveur-de-Carrouges

## Supresión del cantón de Carrouges
En aplicación del Decreto nº 2014-247 de 25 de febrero de 2014, el cantón de Carrouges fue suprimido el 22 de marzo de 2015 y sus 24 comunas pasaron a formar parte; veintidós del nuevo cantón de Magny-le-Désert, una del nuevo cantón de La Ferté-Macé y una del nuevo cantón de Sées.